# Ількінеєвська сільська рада
Ількіне́євська сільська рада (рос. Илькинеевский сельский совет) — муніципальне утворення у складі Куюргазинського району Башкортостану, Росія. Адміністративний центр — присілок Ількінеєво.

## Населення
Населення — 764 особи (2019, 930 в 2010, 873 в 2002).

## Склад
В склад поселення входять такі населені пункти:
| Населений пункт      | Населення, осіб (2002) | Населення, осіб (2010) |
| -------------------- | ---------------------- | ---------------------- |
| Ількінеєво, присілок | 290                    | 327                    |
| Карагай, присілок    | 29                     | 46                     |
| Маломусино, присілок | 124                    | 97                     |
| Новомусино, село     | 295                    | 305                    |
| Юмагузіно, присілок  | 135                    | 155                    |